# Tredækker
Tredækkeren (Gallinago media) er en lille sneppefugl. Den når en længde på 27-29 cm og vejer 150-225 g. Fuglen yngler i det nordøstlige Europa og det nordvestlige Rusland. Tredækkeren er en trækfugl, der overvintrer i Afrika. Den europæiske ynglepopulation er i kraftig tilbagegang. På den danske rødliste 2019 angives at den som uddød som ynglefugl i Danmark.
På norsk og svensk hedder fuglen dobbeltbekkasin, hhv. dubbelbeckasin, mens den fugl, som på dansk hedder dobbeltbekkasin, på norsk og svensk kaldes enkeltbekkasin, hhv. enkelbeckasin.